# Edem periorbital

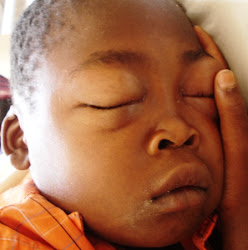
Edemul periorbital în sindrom nefrotic.

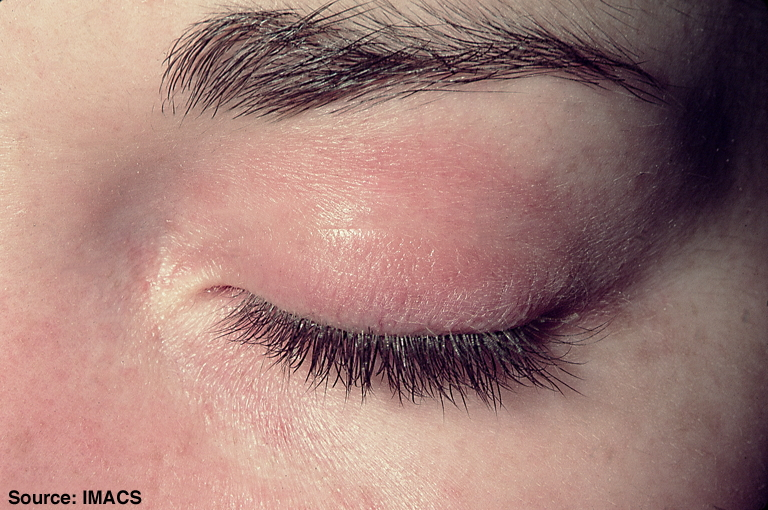
Edemul periorbital din dermatomiozită.

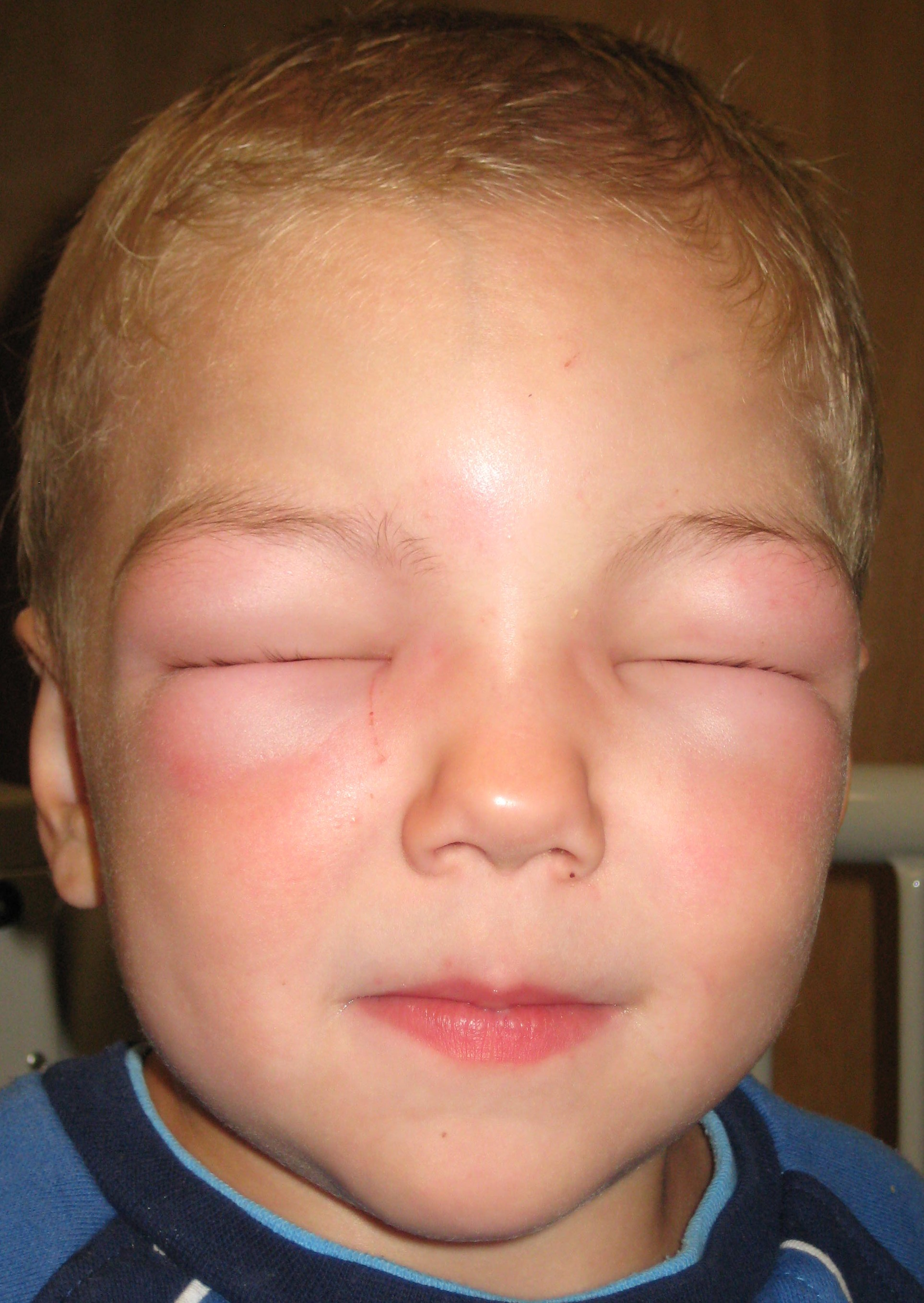
Angioedem.

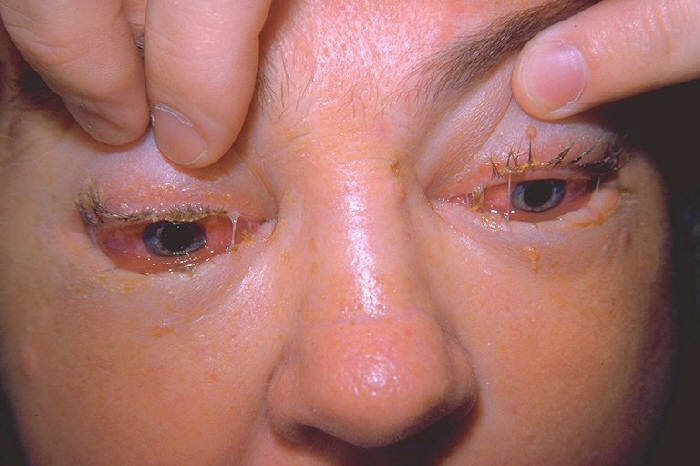
Edem periorbital în trichineloză.

Edem periorbital în abcesul facial.

Edemul periorbital este un edem provocat de diverse afecțiuni, localizat în țesuturile din jurul orbitei; poate fi bilateral sau unilateral; este mai vizibil dimineața, imediat după trezire (edem matinal).
Edemul periorbital se întâlnește în următoarele afecțiuni:
- Edem generalizat (sistemic)

Sindrom nefrotic (nefrită)
Anemie  severă
Hipoproteinemie
Emfizem subcutanat
Mixedem
Ciroză
Insuficiență cardiacă congestivă
- Infecții

- Infecții bacteriene

Osteomielită maxilară
Difterie
Scarlatină
Antrax (cutanat)
Meningită
Erizipel
Gomă sifilitică
Tromboza sinusului cavernos
Infecții micobacteriene
Celulită (celulită orbitală)
Sinuzită  (sinuzită acuta)
- Infecții virale

Mononucleoză infecțioasă
Herpes zoster
- Infecții fungice

Aspergiloză
Sporotricoză
Mucormicoză
Actinomicoză
- Infecții parazitare

Trichineloză
Ascaridioză
Oncocercoză
Malarie
Tripanozomiază (boala Chagas)
- Infecții oculare

Blefarită
Dacriocistită
Orgelet
- Afecțiuni endocrinologice

Hipotiroidism
Orbitopatie Graves (boala Basedow-Graves)
Sindromul Cushing
- Afecțiuni autoimune

Dermatomiozită
Lupus eritematos sistemic
- Traumatizme

Fracturi nazale, orbitale, a sinusurilor
Corp străin
- Afecțiuni alergice

Angioedem (edemul Quincke)
Înțepături sau mușcături de insecte (urticarie)
Dermatită de contact
- Afecțiuni iatrogene

Edem cauzat de medicamente (steroizi, hormoni)
- Afecțiuni familiale

Sindromul Melkersson-Rosenthal
- Afecțiuni neoplazice

Leucemie mielocitară acută
Rabdomiosarcom
Retinoblastom
Sarcom (sarcomul Kaposi)
Limfom (limfomul Burkitt)
Melanom
Metastaze (din cancerul mamar, pulmonar)
Tumori secundare (ale pleoapelor, globului ocular, nasului, sinusurilor paranazale, creierului)
Sindrom de venă cavă superioară
- Alte afecțiuni

Xantelasmă periorbitară
Scorbutul infantil
Etilism